# Trophonopsis staphylinus
Trophonopsis staphylinus är en snäckart som först beskrevs av Dall 1919.  Trophonopsis staphylinus ingår i släktet Trophonopsis och familjen purpursnäckor. Inga underarter finns listade i Catalogue of Life.